# 青川站
青川站，位于中华人民共和国四川省广元市青川县金子山乡，位于青川县金子山乡境内，紧邻G5京昆高速，是西成客运专线上的高铁站，于2017年12月6日通车启用，由成都铁路局广元车务段管辖。

## 概况
西成客运专线在规划之初并不设有青川站，在当地政府的争取下，中国铁路总公司于2014年7月正式批复西成高铁增设青川站。该站于2014年11月正式开工建设，项目占地186亩，计划投资5.2亿元，配套工程站前广场计划占地90亩，概算投资1.5亿元。

## 车站结构

### 站房
青川站总建筑面积1988.4平方米，采用灰色作为车站的主色基调，体现了青川当地悠久历史和深厚地域传统文化特色。青川站站房为线侧下式站房，采用“下进下出”的客流组织，站房与站场设有1座8米宽的进出站地道。车站售票厅面积84㎡，设有自动售取票机5台、人工售票窗口3个；候车室面积720㎡，设有饮水机2台，自动检票闸机3台、自动出站检票闸机3台，并建有残疾人厕所。

### 站场
由于车站为临时增设的车站，线路周围并没有建设车站的条件，因此车站采用了站台与正线分离的设计方式。侧线在车站两侧的隧道，岩边里隧道和黄家梁隧道中与正线分岔，在车站设有一岛两线式站台，并覆盖有面积5400平方米的站台雨棚。
| 2F | 上行正线 | 西成客运专线 上行列车                      |
| 2F | 下行正线 | 西成客运专线 下行列车                      |
| 2F | 2站台    | 西成客运专线 往成都东方向（剑门关）        |
| 2F | 島式月台 |                                            |
| 2F | 1站台    | 西成客运专线 往西安北方向（江油北）        |
| 1F | 站房     | 出站口、进站口、售票、候车、检票、办公区域 |
| 1F | 接驳交通 | 停车场、公交站                             |